# Лутазго (Болцано)
Лутазго је насеље у Италији у округу Болцано, региону Трентино-Јужни Тирол.
Према процени из 2011. у насељу је живело 14 становника. Насеље се налази на надморској висини од 1592 м.